# 木育

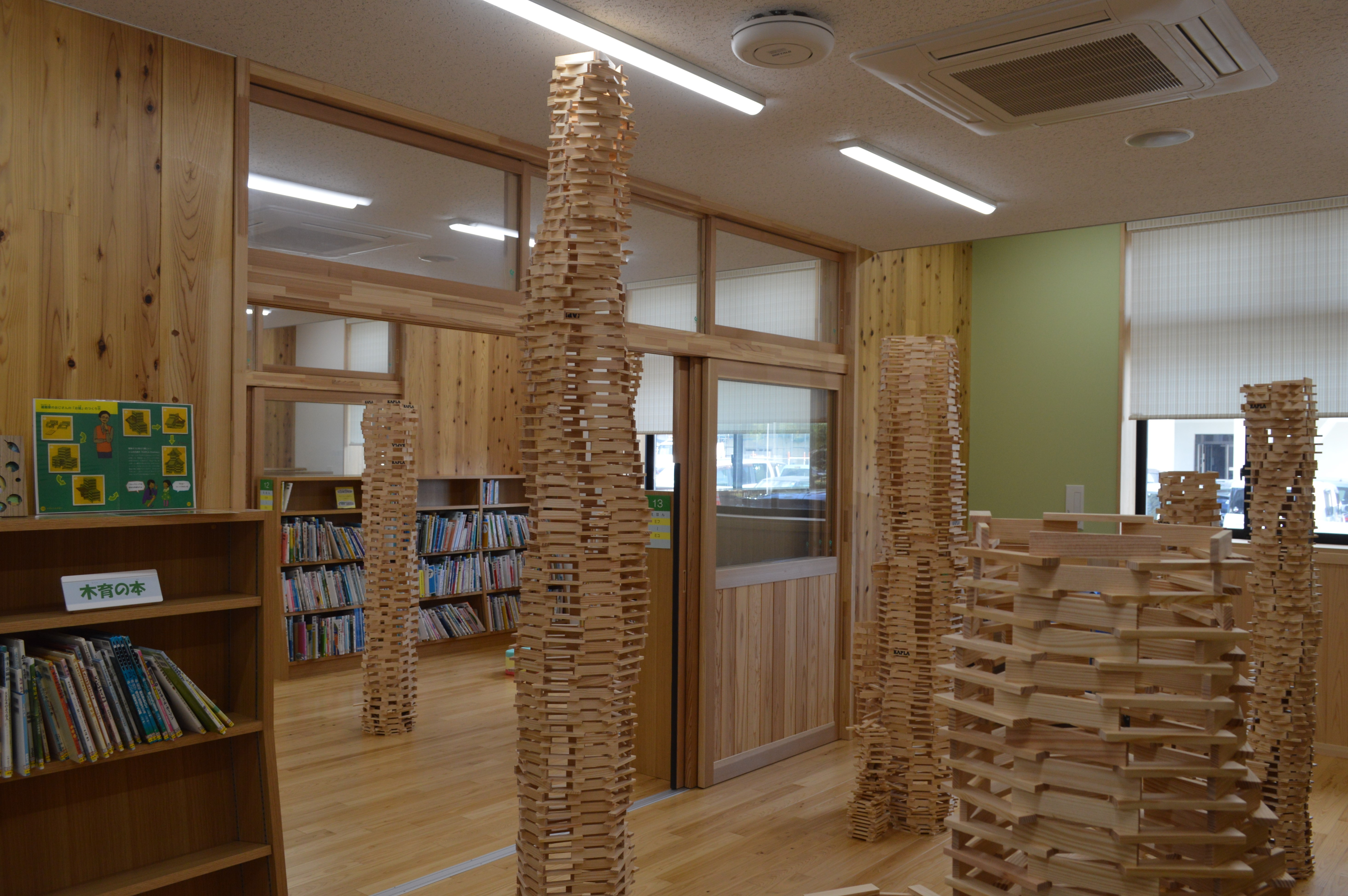
岐阜県揖斐郡揖斐川町の揖斐川町立いびがわ図書館にある木育ひろば

木育（もくいく）とは、北海道から発信された新しい教育概念、教育用語である。

## 経緯
「木育」とは、2004年（平成16年）9月に発足して北海道庁が主導し『木育（もくいく）』プロジェクトから提案された新しい教育概念である。2005年（平成17年）3月、木育の理念や木育を進めていくために必要な施策について、「『木育（もくいく）』プロジェクト報告書」として取りまとめられた。
その後、2006年（平成18年）9月8日に閣議決定された「森林・林業基本計画」の38頁に、「市民や児童の木材に対する親しみや木の文化への理解を深めるため、多様な関係者が連携・協力しながら、材料としての木材の良さやその利用の意義を学ぶ、「木育」とも言うべき木材利用に関する教育活動を促進する。」と記された。
これを受けて林野庁は、2007年（平成19年）6月に学識経験者やNPO等からなる「木育推進体制整備総合委員会」を設置し、木育の指導者の養成や体験プログラムの作成等を進めた。

## 年表
- 2004年（平成16年）9月　「木育」プロジェクト（リーダー辻井達一：北海道環境財団）
- 2005年（平成17年）3月　「『木育』プロジェクト報告書」の作成
- 2006年（平成18年）9月　「森林・林業基本計画」に木育の記載
- 2007年（平成19年）6月　木育推進体制整備総合委員会の設置(財団法人日本木材総合情報センター）
- 2007年（平成19年）10月 木育活動促進助成事業の公募
- 2008年（平成20年）2月　埼玉県、島根県、北海道の全国3カ所において講習会
- 2008年（平成20年）3月　「北海道森林づくり基本計画」（北海道水産林務部総務課）
- 2009年（平成21年）2月　埼玉県、島根県の2カ所で木育インストラクター研修会の開催
- 2010年（平成22年）4月　NPO法人日本グッドトイ委員会（東京おもちゃ美術館：東京ŁŁǒŁľĪîĬ都新宿区四谷）による林野庁補助事業の受託。同法人主催木育インストラクター養成講座が東京・大阪で開講。
- 2010年（平成22年）11月 木育マイスター育成研修の開始（北海道庁）
- 2011年（平成23年）10月 東京おもちゃ美術館内に赤ちゃん木育ひろばが開設。新宿区でウッドスタート事業が始まる。
- 2012年（平成24年）4月　電通による林野庁補助事業の受託。神奈川県内の小学校と佐川急便の社有林活用のプログラム実施
- 2012年（平成24年）9月　全国の木材加工会社約30社でつくる「木育全国生産者協議会」が発足
- 2014年（平成26年）3月　第1回木育サミット（東京）が開催される（主催認定NPO法人日本グッド・トイ委員会）
- 2016年（平成28年）2月　第1回木育・森育楽会が開催される（主催　木育・森育楽会実行委員会）

## 木育の意味
木育は、食育と違い、新しい言葉、概念であり、「平成16年度協働型政策検討システム推進事業報告書」（北海道）で初めて示された。この報告書では、「木を子どもの頃から身近に使っていくことを通じて、人と、森や木との関わりを主体的に考えられる豊かな心を育てたいという想いを「木育（もくいく）」という言葉にこめた」記され、「子どもをはじめとするすべての人びとが、木とふれあい、木に学び、木と生きる」こと学ぶ活動を木育とした。
林野庁からの委託を受け木育推進体制整備総合委員会を運営した日本木材総合情報センターでは、「木育」を、「木材や森林との関わり合いから、知育、徳育、体育の3つの側面を効果的に育む取り組み」とし、社会的協同によって効果的に実施・普及させる必要があるものとした。また、木育を「木づかい運動」の一環として捉え、その枠組みの中で木育の活動促進・支援事業を展開するとした。
たとえば東京おもちゃ美術館が設置した赤ちゃん木育広場など、子育て支援施設に対する木材利用推進（社会インフラストラクチャーに対する木材利用の推進）も木育の取り組みとして重要であり、やや包括的に「木材の効能を最大限活かして人の育ちを支援する活動」を木育とする意見もある。

## 関連人物
- 山下晃功 - 島根大学名誉教授　元木育推進体制整備総áááááááááááááá合委員会座長
- 煙山泰子 - KEM工房主宰、木育ファミリー代表
- 多田千尋 - 認定NPO法人芸術と遊び創造協会理事長、高齢者アクティビティ開発センター代表、東京おもちゃ美術館館長
- 浅田茂裕 - 埼玉大学教授　NPO法人木づかい子育てネットワーク代表

## 関連文献
- 山下晃功、原知子、『木育のすすめ』海青社、2008年
- 煙山泰子、西川 栄明、『木育の本 木とふれあい、木に学び、木と生きる。』、2008年
- 山下晃功、横山操、たかみねみきこ、『木育絵本シリーズ①　ロボ木ーと森』、『木育絵本シリーズ②　ロボ木ーと木』海青社、2015～2016年
- 多田千尋　『0〜3歳・3〜5歳木育おもちゃで安心子育て』黎明書房、2010年